# Стационе Момбаруцо (Асти)
Стационе Момбаруцо је насеље у Италији у округу Асти, региону Пијемонт.
Према процени из 2011. у насељу је живело 117 становника. Насеље се налази на надморској висини од 175 м.